# Конопляное масло

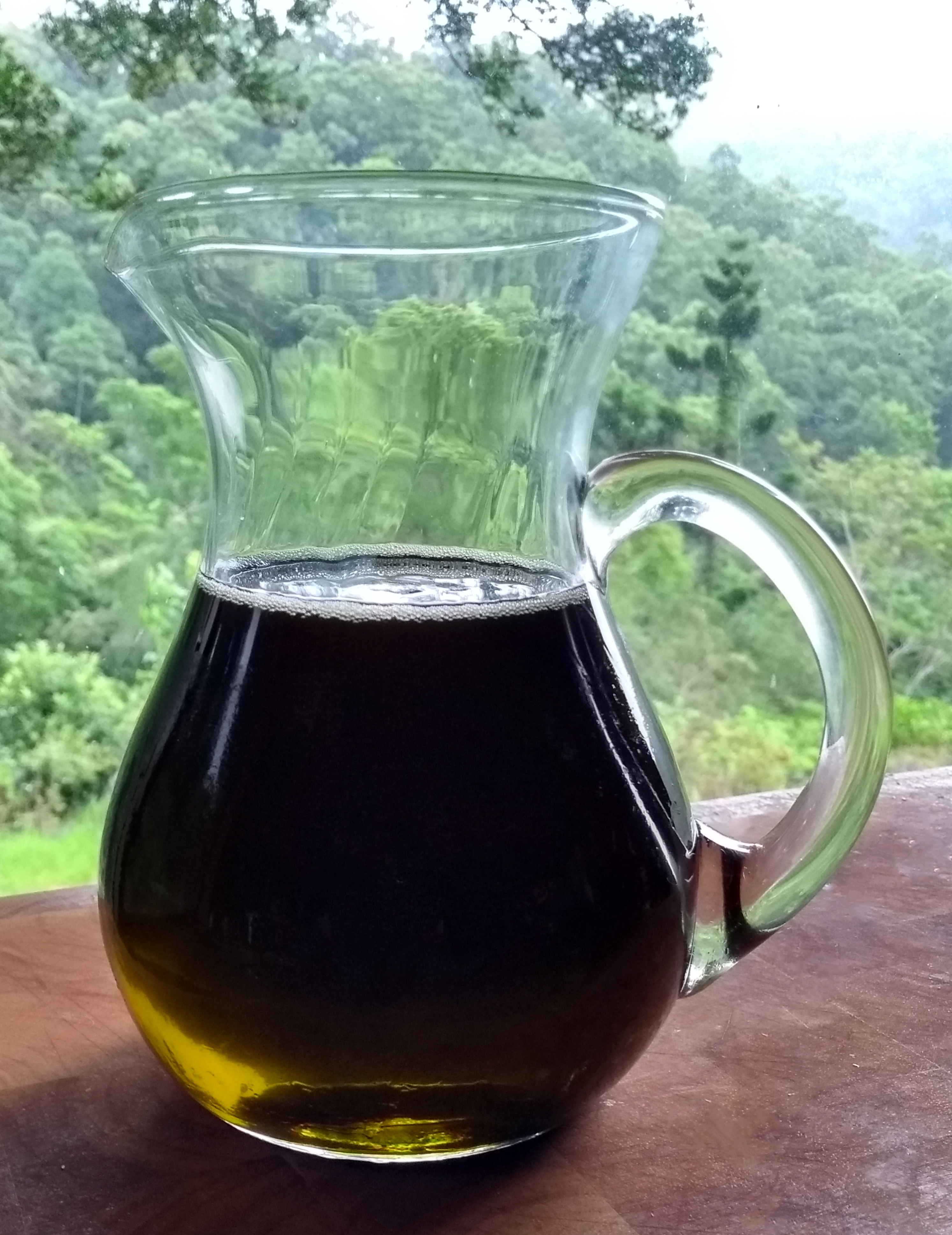
Конопляное масло

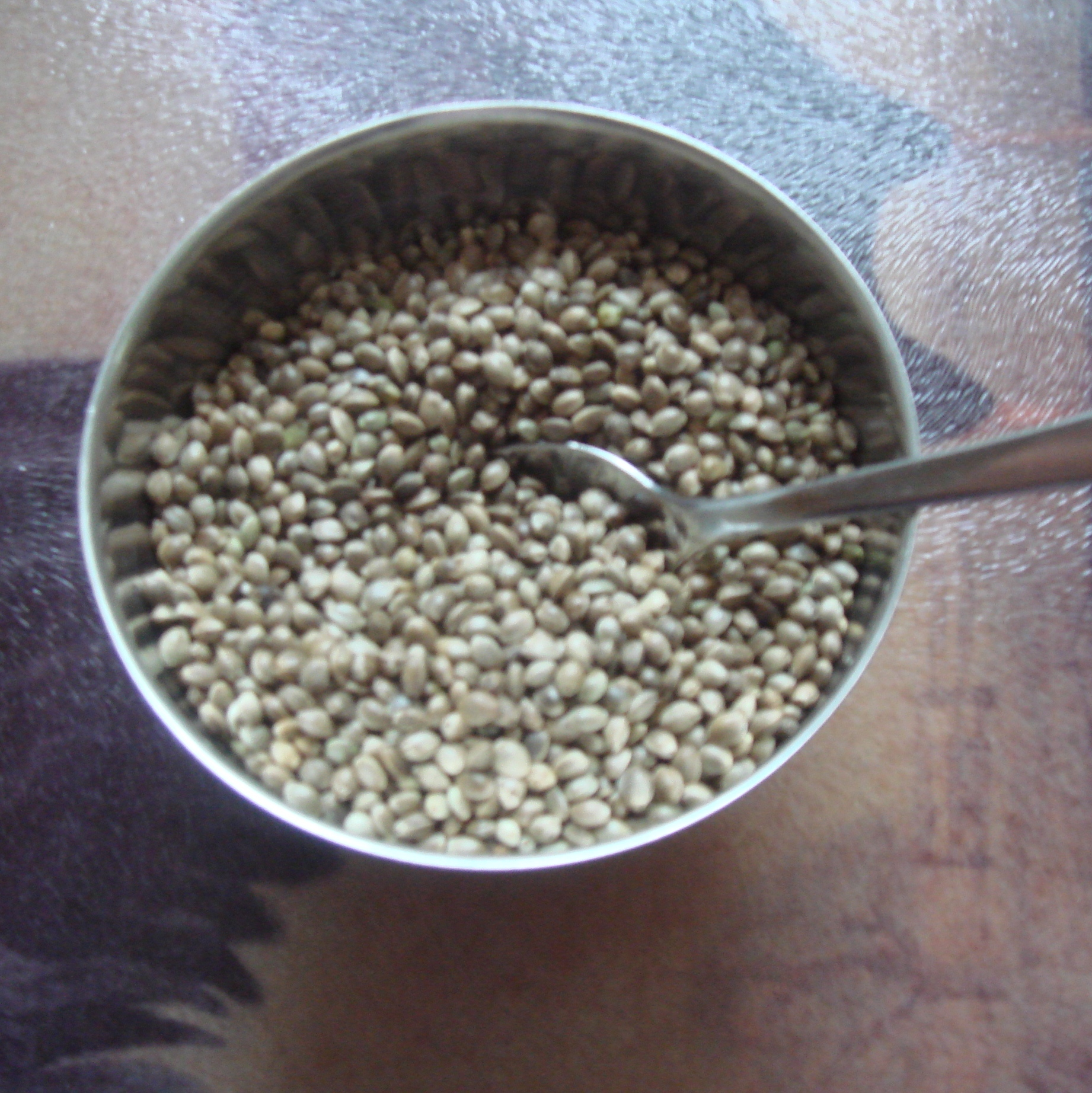
Семена конопли, из которых делают конопляное масло

Конопля́ное ма́сло — растительное масло, полученное из плодов конопли (лат. Cannabis ruderalis) путём первого холодного отжима. Содержит жирные кислоты omega-6 и omega-3 в оптимальном соотношении 3:1, а также редкие omega-9.

## История
Вплоть до середины XIX века конопляное масло играло в рационе восточных славян ту же роль, какую сейчас играет подсолнечное, а жареные семена употреблялись вместо семян подсолнечника.

## Свойства
Конопляное масло обладает зеленоватым оттенком; в зависимости от способов получения может быть тёмным и светлым. Йодное число 145—167. Удельный вес 0,925-0,928 (15о).
Конопляное масло относится к высыхающим маслам.

## Состав
Конопляное масло содержит (%) 5,8—9,9 пальмитиновой, 1,7—5,6 стеариновой, 6—16 олеиновой, 36—50 линолевой, 15—28 линоленовой кислот.
| Жирные кислоты, содержащиеся в конопляном масле                           | Жирные кислоты, содержащиеся в конопляном масле | Жирные кислоты, содержащиеся в конопляном масле | Жирные кислоты, содержащиеся в конопляном масле | Жирные кислоты, содержащиеся в конопляном масле |
| Жирная кислота                                                            |                                                 |                                                 | среднее содержание,%                            |                                                 |
| ------------------------------------------------------------------------- | ----------------------------------------------- | ----------------------------------------------- | ----------------------------------------------- | ----------------------------------------------- |
| пальмитиновая (насыщенная C16)                                            |                                                 |                                                 | 7.9 %                                           |                                                 |
| стеариновая (насыщенная C18)                                              |                                                 |                                                 | 3.7 %                                           |                                                 |
| олеиновая (мононенасыщенная C18)                                          |                                                 |                                                 | 11 %                                            |                                                 |
| линолевая (диненасыщенная C18)                                            |                                                 |                                                 | 43 %                                            |                                                 |
| линоленовая (полиненасыщенная C18)                                        |                                                 |                                                 | 21.5 %                                          |                                                 |
| красным: насыщенные; оранжевым: мононенасыщенные; синим: полиненасыщенные |                                                 |                                                 |                                                 |                                                 |

## Применение

### Полезные свойства

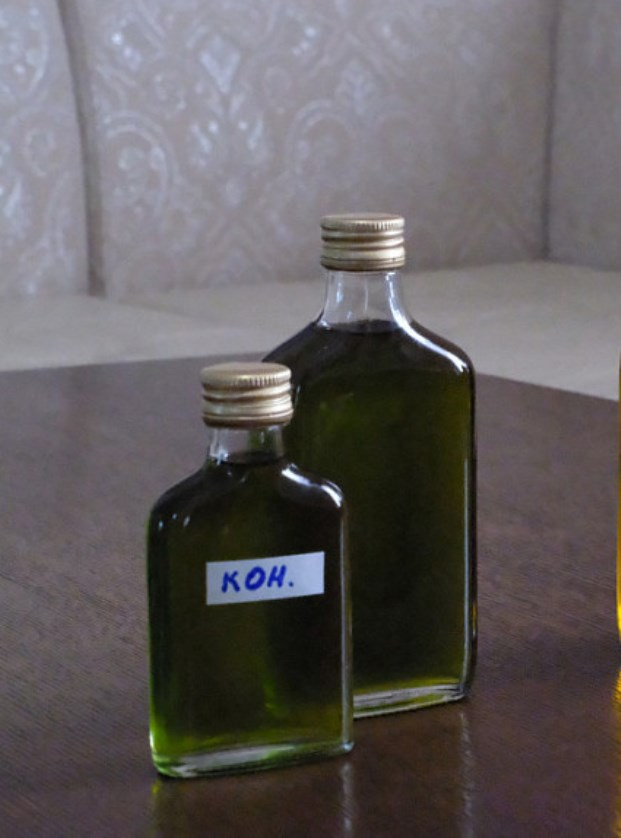
Экспериментальная партия конопляного масла производства Бурятии во флаконах

По содержанию омега-3 и омега-6 — полиненасыщенных жирных кислот, рекомендованных при профилактике и лечении заболеваний сердечно-сосудистой и нервной системы, ожирении — превосходит льняное масло. Богато антиоксидантами, фитостеролами, жирорастворимыми витаминами и минеральными веществами.
- В пище

Являлось одним из самых популярных, любимых и широкоиспользующихся в кулинарии Руси растительных масел. Традиционно имело высокое значение для пищевой промышленности СССР, о чём свидетельствует возведённый на ВДНХ в 1954 году фонтан «Дружба народов», где наряду с соцветиями подсолнечника, колосьями пшеницы присутствуют и листья конопли. Применяется как высококачественное масло для заправки салата и других холодных и горячих овощных блюд, в маринаде и соусах. Используется и при приготовлении супов. Масло конопли полностью усваивается организмом в сыром виде.
- Как лечебное средство

В народной медицине применяют для лечения инфекционно-воспалительных заболеваний верхних дыхательных путей, кожи, суставов (ревматоидный артрит), желчного пузыря (холецистит), при гормональных нарушениях, снижении иммунитета и туберкулёзе.
- В косметологии

Применяется в качестве лечебной косметики
- В химической промышленности

По химическому составу конопляное масло ближе других к льняному маслу и в ряде случаев может его заменить в производстве олифы, лака и краски, так как конопляное масло — высыхающее.
- В рыболовстве

Эффективно в качестве прикормки при ловле рыбы
Конопляное масло богато линолевой и олеиновой кислотами. Эти мощные природные антиоксиданты не вырабатываются в организме, поэтому получить их можно только извне. Они защищают клетки организма от повреждения свободными радикалами, предотвращают развитие окислительных процессов, защищают от ультрафиолета (только если вы еще используете SPF) и не дают проявляться внешним признакам старения — морщинам и дряблости кожи. Кроме того, обилие омега-6 жирных кислот (особенно гамма-линолевой) увлажняет кожу и создает защитный барьер, который не дает влаге испаряться. Как известно, обезвоженная кожа больше подвержена проявлению внешних признаков старения, поэтому интенсивное увлажнение — ключ к молодой и сияющей коже.
В настоящее время в связи с ратификацией страной в 1961 году конвенции ООН «О наркотических средствах», производство масла происходит в соответствии с жёсткими требованиями по культивации ненаркотических сортов конопли.

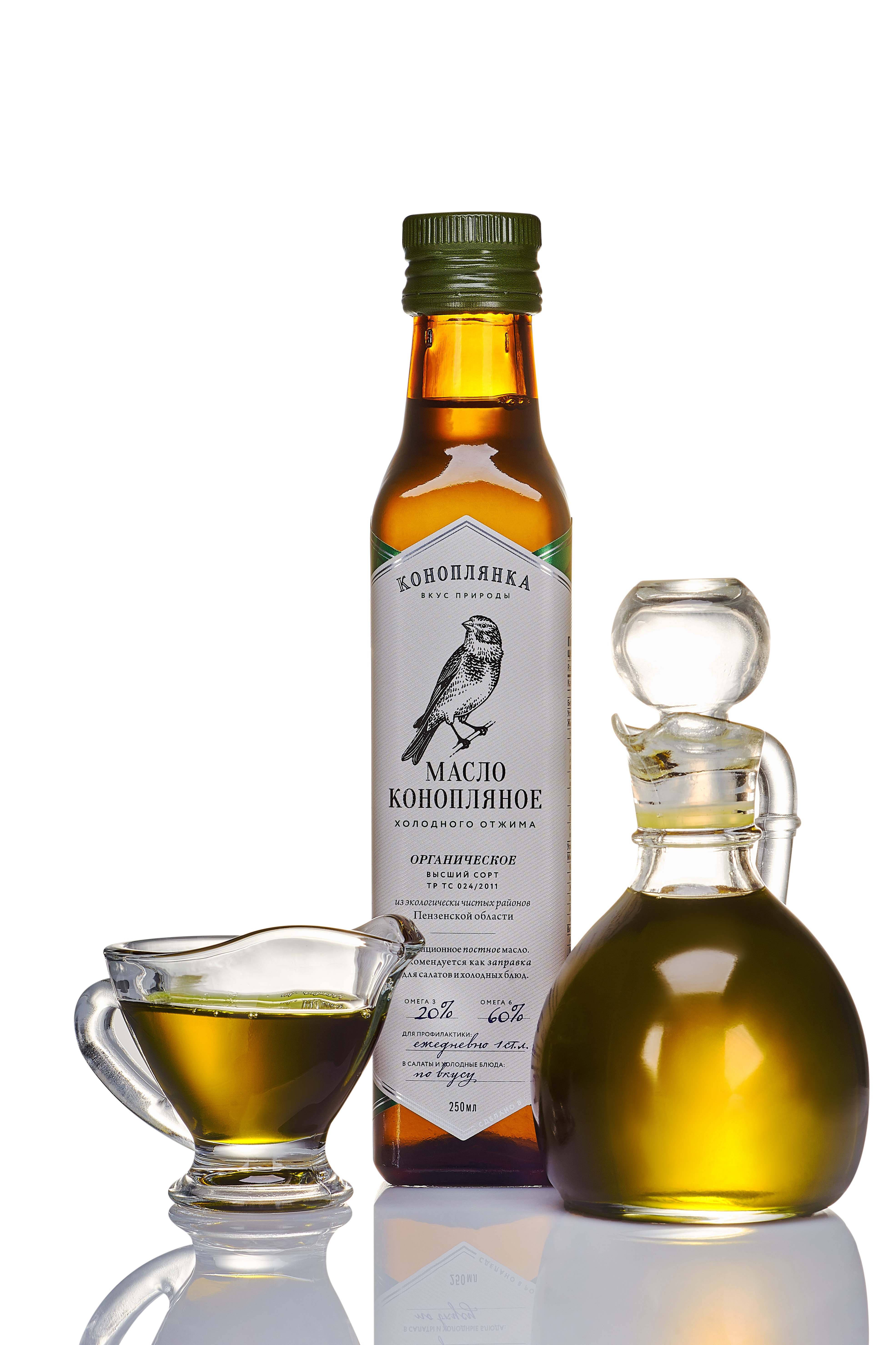
Конопляное масло